# محافظة ياتينجا
محافظة ياتينجا(بالفرنسية:Yatenga) هي إحدى محافظات بوركينا فاسو الخمس وأربعون، وتقع في المنطقة الشمالية، وأبرز مدينة بها هي أواهيغويا وهي العاصمة، كانت هذه المدينة عاصمة لمملكة ياتينغا.

## النمو السكاني
بين عام 2019 حتى عام 2024 بلغ النمو السكاني في المحافظة 2.7%. 

## التركيبة السكانية حسب الجنس
حسب إحصاءات 2024، فإن عدد الذكور كان 439,254 نسمة، وعدد الإناث 493,402 نسمة.

## التركيبة السكانية حسب الفئات العمرية
حسب إحصاءات 2024، فإن عدد السكان الذي يتراوح عمرهم بين 0-14 عامًا كان 453,851 نسمة، وعدد السكان الذي يتراوح عمرهم بين 15-64 عامًا كان 446,508 نسمة، وعدد السكان الذي عمرهم 65+ عامًا كان 32,197 نسمة. 

## الرعاية الصحية
في عام 2011، كان لدى المحافظة 60 مركزًا للصحة والترويج الإجتماعي و20 طبيبًا و 207 ممرضًا. 

## التعليم
في عام 2011، كان في المحافظة 588 مدرسة إبتدائية و57 مدرسة ثانوية. 

## التحضر
حسب إحصاءات 2024، فإن عدد السكان الذين يعيشون في الحضر كان 124,587 نسمة، وعدد السكان الذين يعيشون في الريف كان 701,388 نسمة.